# Boskie zwierzchnictwo
Boskie zwierzchnictwo – ogólnoświatowa seria kongresów (dużych spotkań religijnych) o charakterze międzynarodowym, zorganizowanych przez Świadków Jehowy, które rozpoczęły się w czerwcu 1975 roku, a zakończyły się w styczniu 1976 roku. Kongres miał na celu zachęcenie do gorliwego spełniania woli Jehowy Boga i pokładania nadziei w Królestwie Bożym.

## Kongresy międzynarodowe na świecie
Latem 1975 roku po raz pierwszy w Grecji odbyły się dwa kongresy międzynarodowe. Przyczyniły się one do wzrostu liczby głosicieli oraz do rozwoju działalności Świadków Jehowy w Grecji.
Na początku 1975 roku Świadkowie Jehowy w Grecji zwrócili się do władz rządowych z prośbą o zezwolenie na zorganizowanie kongresu. W poprzednich latach prośby te były odrzucane. Uchwalona nowa demokratyczna konstytucja Grecji, która zaczęła obowiązywać od dnia 11 czerwca 1975 roku, zapewniała między innymi prawo do pokojowego zgromadzania się, gwarantowała religijną wolność sumienia i odbywania bez przeszkód praktyk religijnych każdej znanej religii. 8 lipca 1975 roku opublikowano orzeczenie Rady Państwa nr 2106/1975, które stwierdzało m.in. „religia Świadków Jehowy jest religią znaną i uznawaną”. Przyczyniło się do uzyskanie zgody na przeprowadzenie zgromadzenia. Jednak Grecki Kościół Prawosławny i związane z nim organizacje publicznie sprzeciwiały się jego organizowaniu. Kongres międzynarodowy odbył się na stadionie Apollo w Rhizupolis, na przedmieściach Aten. Program trwał w dniach od 10 do 13 lipca, uczestniczyło w nim 19 211 osób. W dniach od 31 lipca do 3 sierpnia kongres międzynarodowy odbył się również w Salonikach, uczestniczyły w nim 10 124 osoby.

## Ważne punkty programu
- Dramaty (przedstawienia kostiumowe)[5]:
  - Nie wprzęgajcie się w nierówne jarzmo z niewierzącymi
  - Prawe i czyste przyzwyczajenia – niezbędne w życiu dziecka
  - „Zachowujcie trzeźwą rozwagę i nadal budujcie z większym Noem”
- „Żeby nie wyrażano się obelżywie o Słowie Bożym”
- Wykład publiczny:
  - Jeden świat, jeden rząd pod zwierzchnictwem Boga[6][1]

## Pozostałe kongresy
Oprócz serii kongresów międzynarodowych w około 150 krajach na całym świecie zorganizowano zgromadzenia okręgowe.
Kongresy odbyły się w różnych krajach Afryki (m.in. w Kenii, Zambii, gdzie liczba obecnych przekroczyła 40 tysięcy), Azji, Oceanii (m.in. na Guam oraz dwa na Hawajach), w Ameryce Północnej i Południowej (m.in. w Stanach Zjednoczonych, Kanadzie, Brazylii, Chile, Kostaryce w San José i w Salwadorze) oraz w Europie.
Świadkowie Jehowy w Polsce pomimo obowiązującego od roku 1950 zakazu działalności, latem większymi grupami spotykali się w lasach, na jednodniowych tzw. konwencjach leśnych, na których przedstawiono główne punkty programu kongresu międzynarodowego.
Na terenie Austrii kongresy zorganizowano w dniach od 24 do 27 lipca w Villach i w Grazu, od 31 lipca do 3 sierpnia w Wiedniu (również w j. chorwackim), od 7 do 10 sierpnia w Wels oraz od 21 do 24 sierpnia w Dornbirn.
W 24 zgromadzeniach zorganizowanych w Brazylii uczestniczyło 212 441 osób.
W kongresie, który odbył się w styczniu 1976 na Stadionie Narodowym w Santiago w Chile, uczestniczyło 15 619 osób.
W Kanadzie odbyło się 15 zgromadzeń. Program przedstawiono w języku angielskim, francuskim, hiszpańskim, portugalskim i włoskim.
W Niemczech kongresy odbyły się w Berlinie, Bremie, Dortmundzie (dwa zgromadzenia), Essen, Frankfurcie (również w j. angielskim), Friedrichshafen, Hanowerze, Norymberdze (również w j. hiszpańskim i portugalskim), Neumünster (dwa zgromadzenia), Monachium (również w j. greckim i tureckim), Saarbrücken i Stuttgarcie (dwa zgromadzenia, również w j. włoskim i serbsko-chorwackim).
W lipcu i sierpniu 1975 roku w trzech kongresach w Portugalii uczestniczyło 34 529 osób, na Azorach – 410 i 629 w Funchal na Maderze. Były to pierwsze oficjalne kongresy okręgowe po uzyskaniu legalizacji działalności przez Świadków Jehowy w Portugalii.
W samej tylko kontynentalnej części Stanów Zjednoczonych zorganizowano dziewięćdziesiąt osiem zgromadzeń, na które przybyło prawie milion osób. Program przedstawiono w języku angielskim, hiszpańskim oraz francuskim. Liczba obecnych na kongresie w Cleveland wyniosła 57 027 osób. Na kongresie w Oakland został ochrzczony Larry Graham.
W Szwajcarii kongres odbył się w dniach od 10 do 13 lipca w Montreux w języku francuskim i hiszpańskim. W tym samym terminie zgromadzenie odbyło się w Lugano, a w Zurychu w dniach od 24 do 27 lipca.
W Wielkiej Brytanii kongresy odbyły się w dniach od 10 do 13 lipca w Bolton i Sheffield, od 24 do 26 lipca w Cardiff, Edynburgu i Londynie oraz od 31 lipca do 3 sierpnia ponownie na stadionie Twickenham w Londynie. Po raz pierwszy odbyło się również zgromadzenie w języku greckim, w którym uczestniczyło ponad 400 osób.